# JFK (phim)
JFK là một bộ phim điều tra vụ án chính trị của Mỹ công chiếu năm 1991 của đạo diễn Oliver Stone. Bộ phim nói về các sự kiện dẫn đến vụ ám sát Tổng thống John F. Kennedy (viết tắt JFK), các sự kiện trong phim tố cáo sự che đậy vụ ám sát JFK qua con mắt của cựu Công tố viện Quận New Orleans: Jim Garrison (Kevin Costner).
Garrison đệ đơn cáo buộc chống lại doanh nhân New Orleans: Clay Shaw (Tommy Lee Jones) cho sự tham gia của ông trong một âm mưu ám sát Tổng thống, mà Lee Harvey Oswald (Gary Oldman) đã được cho là thủ phạm sau hai cuộc điều tra của chính phủ: Ủy ban Warren, và Hạ viện Hoa kỳ về vụ ám sát (trong đó kết luận rằng thủ phạm bắn súng có tên Oswald).
Bộ phim được chuyển thể bởi Stone và Zachary Sklar từ hai cuốn sách Trên đường mòn của các sát thủ của Jim Garrison và Crossfire; Âm mưu giết Kennedy của Jim Marrs. Stone mô tả trong nội dung phim này như là một "phi huyền thoại" đến "huyền thoại hư cấu" của Ủy ban điều tra Warren.
Bộ phim đã trở nên đề tài gây tranh cãi. Sau buổi ra mắt phim JFK, nhiều tờ báo lớn của Mỹ đăng bài xã luận cáo buộc Stone đã bóp méo sự kiện lịch sử, bao gồm cả giả thuyết Tổng thống Lyndon B. Johnson là một phần của một cuộc đảo chính giết Kennedy. Bất chấp những tranh cãi xung quanh việc miêu tả lịch sử của nó, JFK đã nhận được lời khen ngợi từ diễn xuất, chỉ đạo, nhạc phim, biên tập và kỹ thuật quay phim.
Sau một khởi đầu chậm chạp tại các rạp chiếu, bộ phim dần dần trở nên ăn khách và đã thu về hơn $ 205,000,000 tại các phòng vé trên toàn cầu. JFK được đề cử tám giải Oscar (bao gồm Phim hay nhất) và giành được hai giải: Quay phim xuất sắc nhất và Biên tập phim xuất sắc nhất. Đây là bộ phim thành công nhất trong bộ ba phim của đạo diễn Oliver Stone thực hiện về các Tổng thống Mỹ, sau đó là Nixon với Anthony Hopkins trong vai chính và phim W. với Josh Brolin vai George W. Bush.

## Nội dung
Bộ phim mở đầu bằng bài diễn văn kết thúc nhiệm kỳ của Tổng thống Mỹ sắp mãn nhiệm Dwight D. Eisenhower, trong đó ông cảnh báo về việc xây dựng các khu công nghiệp - căn cứ quân sự và hiểm họa từ những cuộc xung đột vũ trang xảy ra trên khắp thế giới. Người kế vị Tổng thống Mỹ - John F. Kennedy, đã có nhiều chính sách gây tranh cãi liên quan đến Chiến tranh Việt Nam và Khủng hoảng tên lửa Cuba, điều này đã gây ra nhiều tranh luận xung quanh ông, trong đó họ cho rằng ông đã có chiều hướng ngả dần về phía Cộng sản. Ngày 22 tháng 11 năm 1963, ông bị ám sát tại Dallas, gây chấn động giới chính trị toàn nước Mỹ. Phó Tổng thống Lyndon B. Johnson kế vị, trở thành Tổng thống thứ 36 của Mỹ.
Bộ phim theo chân Jim Garrison, một Công tố Quận New Orleans, và cuộc điều tra của ông xoay quanh việc tìm ra chân tướng vụ ám sát Tổng thống Kennedy. Trong một lần xem tin tức, ông phát hiện ra có uẩn khúc với tình nghi Lee Harvey Oswald, lúc này anh ta đang bị bắt vì tội giết chết một viên cảnh sát vùng Dallas là J.D.Tippit. Bất ngờ thay, một người tên Jack Ruby đã giết chết Lee trong sự bàng hoàng của mọi người và truyền thông. Jim cùng các cộng sự sau đó đã điều tra các mối liên kết tại New Orleans liên quan đến vụ ám sát Tổng thống, bao gồm cả một phi công tư nhân tên David Ferrie. Tuy nhiên, cuộc điều tra bị cản trở bởi Chính phủ Liên Bang và Jim cùng các cộng sự buộc phải dừng lại.
Năm 1966, Jim đọc Bản báo cáo của Ủy ban Warren và phát hiện ra điều bất thường. Ông cùng các nhân viên của mình đã tiến hành mở cuộc điều tra trở lại. Ông cho thẩm vấn những người có liên quan đến Oswald và Ferrie, trong đó có Willie O'Keefe - một trai bao đang chịu án 5 năm tù giam vì tội mại dâm. Willie khai rằng anh ta đã chứng kiến cảnh Ferrie bàn bạc về việc ám sát Tổng thống, đồng thời anh ta cũng từng gặp Oswald trong một thời gian ngắn, và có quan hệ tình cảm với một người đàn ông tên là "Clay Bertrand". Jim cùng cộng sự sau đó đưa ra giả thuyết Oswald là một đặc vụ của Cơ quan Tình báo CIA và bị buộc tội cho vụ ám sát.
Năm 1967, Jim và nhóm của ông nói chuyện với một số nhân chứng về vụ ám sát Kennedy, bao gồm Jean Hill , một giáo viên. Cô nói rằng đã chứng kiến một tay súng bắn từ bãi cỏ, rằng Sở Mật vụ đã đe dọa cô, ép cô khai rằng ba phát súng đến từ kho lưu trữ sách, đồng thời lời khai của cô đã bị Ủy ban Warren sửa đổi. Một cộng sự của Jim cũng bắn thử một khẩu súng trường rỗng từ Kho lưu trữ Sách của Trường học Texas. Từ đó, họ suy luận Oswald được cho là đã bắn Kennedy, đồng thời họ cũng kết luận rằng Oswald quá kém để thực hiện những phát bắn đó, cho thấy có hơn một tay súng đã tham gia vụ ám sát. Jim tin rằng Clay Shaw - một doanh nhân thành đạt hiện đang sinh sống tại New Orleans là Clay Bertrand. Khi Clay bị thẩm vấn, ông ta phủ nhận mọi chứng cứ về việc gặp Ferrie, O'Keefe hay Oswald. 
Cuộc điều tra trở nên gặp khó khăn khi một số nhân chứng quan trọng tỏ ra sợ hãi và từ chối làm chứng, trong khi những nhân chứng khác như Ruby và Ferrie, bị thủ tiêu một cách đáng ngờ. Trước khi chết, Ferrie nói với Jim rằng bản thân mình đang bị săn đuổi, và tiết lộ rằng thực sự có một âm mưu giết Tổng thống Kennedy. Jim gặp một nhân vật cấp cao ở Washington DC, người tự nhận mình là "X". X gợi ý rằng đã có một cuộc đảo chính ngầm ở những nhân vật cấp cao trong Chính phủ, liên quan đến các thành viên của CIA , Mafia , lãnh đạo các khu tổ hợp công nghiệp-quân sự, Sở Mật vụ , FBI. Tổng thống đương thời Lyndon B. Johnson cũng bị cho là đồng phạm hoặc có động cơ che đậy sự thật của vụ ám sát. X cho rằng Kennedy bị giết vì bản thân ông muốn kéo nước Mỹ ra khỏi Chiến tranh Việt Nam và loại bỏ vai trò của CIA. X khuyến khích Jim tiếp tục điều tra và truy tố Clay Shaw. Clay Shaw sớm bị buộc tội âm mưu ám sát Tổng thống.
Một số nhân viên của Jim bắt đầu trở nên chán nản và dần rút lui khỏi cuộc điều tra. Cuộc hôn nhân của Jim cũng dần trở nên căng thẳng khi vợ ông, Liz phàn nàn rằng ông dành nhiều thời gian cho vụ án hơn là cho gia đình của mình. Sau một cuộc điện thoại nặc danh ác ý với con gái của mình, Liz cáo buộc Jim là kẻ ích kỷ và cố tình chèn ép Clay Shaw chỉ vì ông ta là người đồng tính. Ngoài ra, các phương tiện truyền thông liên tục công kích, chỉ trích Jim vì các cuộc điều tra của ông đã làm lãng phí tiền thuế của nhân dân. Jim nghi ngờ vụ ám sát Martin Luther King Jr. và vụ ám sát Robert F. Kennedy có liên quan đến nhau.
Phiên tòa xét xử Clay Shaw diễn ra vào năm 1969. Jim Garrison trình bày trước tòa về việc bác bỏ "lý thuyết viên đạn ma thuật", đồng thời ông đề ra giả thuyết đã có ba kẻ tham gia vụ ám sát và đã bắn sáu phát súng, sau đó chúng đã đổ cho Oswald về tội giết Kennedy và Tippit. Tuy nhiên, bồi thẩm đoàn đã tuyên trắng án cho Clay Shaw sau chưa đầy một tiếng đồng hồ. Các thành viên của bồi thẩm đoàn tuyên bố công khai rằng họ tin thực sự đã có một âm mưu đằng sau vụ ám sát, nhưng không đủ bằng chứng để liên kết Shaw với âm mưu đó.
Bộ phim kết thúc với những dòng chú thích ghi lại rằng vào năm 1979, Richard Helms, Giám đốc Điều hành CIA năm 1963, thừa nhận Clay Shaw làm việc cho CIA. Clay Shaw qua đời năm 1974 vì bệnh ung thư phổi. Đến năm 1978, Jim Garrison được bầu làm Thẩm phán của Tòa án thẩm phán Louisiana tại New Orleans. Ông tái đắc cử vào năm 1988. Cho đến nay, ông vẫn là người duy nhất theo đuổi vụ ám sát Tổng thống Kennedy. 
Ủy ban điều tra Quốc hội từ năm 1976 đến năm 1979 tìm thấy một "âm mưu có thể xảy ra" trong vụ ám sát John F. Kennedy và đề nghị Bộ Tư Pháp tiến hành điều tra thêm. Nhưng đến năm 1991, Bộ Tư Pháp vẫn không tiến hành điều tra. Hồ sơ của Ủy ban điều tra vụ ám sát Kennedy bị khóa lại đến năm 2029.
FACT: Sau bộ phim này, năm 1992 Quốc hội thông qua luật chỉ định một ban hội thẩm để xem xét tất cả hồ sơ, từ những gì còn lại, và làm rõ cho công chúng Mỹ được biết.

## Các diễn viên
- Kevin Costner vai Jim Garrison: Trong vai diễn này, Stone gửi các bản sao của kịch bản để Kevin Costner, Mel Gibson và Harrison Ford. Ban đầu, Costner đã từ chối Stone. Tuy nhiên, đại diện của nam diễn viên, Michael Ovitz, là một fan hâm mộ lớn của dự án và giúp Stone thuyết phục các diễn viên thực hiện vai trò này. Trước khi nhận vai, Costner tiến hành nghiên cứu sâu rộng nhân vật Garrison, bao gồm các cộng sự và đối thủ của vai diễn. Sau hai tháng cuối cùng ký hợp đồng nhận vai Garrison (tháng 1 năm 1991), bộ phim Khiêu vũ với bầy sói của Costner đã đoạt bảy giải Oscar và vì vậy sự hiện diện của ông trong phim JFK rất có sức thuyết phục trong mắt của nhà sản xuất.
- Tommy Lee Jones vai Clay Shaw / Clay Bertrand: Jones ban đầu được xem xét cho một vai khác nhưng cuối cùng Stone đã quyết định chọn ông đóng vai Shaw.
- Gary Oldman trong vai Lee Harvey Oswald, một cựu lính thủy quân lục chiến Hoa Kỳ đã đào tẩu sang Liên Xô và sau đó quay trở lại. Ông đã bị bắt vì tình nghi giết chết Dallas cảnh sát JD Tippit. Theo Oldman, trong kịch bản rất ít viết về Oswald. Stone cho anh ta một số vé máy bay, một danh sách các địa chỉ liên lạc và nói với anh ta để làm nghiên cứu nhân vật của mình. Oldman gặp vợ Oswald, Marina, và hai cô con gái để chuẩn bị cho vai diễn này.
- Beata Pozniak vai Marina Oswald, nghiên cứu 26 tập hồ sơ báo cáo của Warren và dành thời gian sống với Marina Oswald. Kể từ khi kịch bản có vài dòng cho Oswalds, Beata phỏng vấn người quen của Oswalds để ứng biến cảnh quay của mình với Gary Oldman.
- Joe Pesci vai David Ferrie.
- Kevin Bacon vai Willie O'Keefe, một nhân vật đồng tính, làm chứng rằng Bertrand và Shaw là cùng một người và rằng anh ta biết Ferrie, và đã gặp Oswald.
- Jack Lemmon vai Jack Martin, một nhà điều tra tư nhân, sống tại New Orleans. Ông làm việc với Guy Bannister tại văn phòng điều tra tư nhân của Bannister. Ông là một trong những nhân chứng Ferrie để Garrison tìm hiểu về vụ ám sát Tổng thống Kennedy.
- Sissy Spacek vai Liz Garrison, vợ của Jim Garrison.
- Walter Matthau vai Russell B. Long, một chính trị gia người Mỹ phục vụ trong Thượng viện Mỹ của Đảng Dân chủ từ bang Louisiana từ năm 1948 cho đến năm 1987.

Donald Sutherland vai X, một đại tá trong Lực lượng Không quân Hoa Kỳ, tác giả, chủ ngân hàng, và chỉ trích chính sách đối ngoại của Mỹ, đặc biệt là các hoạt động của CIA.
- Edward Asner vai Guy Banister, một thành viên của FBI và một thám tử tư. Ông là một avid chống cộng, thành viên của Minutemen, John Birch Society, Louisiana Ủy ban về hoạt động Un-Mỹ, và nhà xuất bản của Louisiana Intelligence Digest.
- Brian Doyle-Murray vai Jack Ruby, một người điều hành hộp đêm tại Dallas, Texas. Ông đã bị kết án vào 14 tháng 3 năm 1964 vì tội giết Oswald vào 24 tháng 11 năm 1963, hai ngày sau khi Oswald bị bắt vì vụ ám sát Tổng thống Kennedy.
- John Candy vai Dean Andrews Jr, một luật sư lập dị, người được cho là đã gọi Shaw để đại diện cho Oswald trong trường hợp bị ám sát.
- Laurie Metcalf vai Trợ lý luật sư quận Susie Cox, New Orleans.
- Wayne Knight vai Bertel Numa.
- Michael Rooker vai Trợ lý Luật sư Bill Broussard, New Orleans
- Jay O. Sanders vai Lou Ivon
- Vincent D'Onofrio vai Bill Newman, một nhân chứng